# 品川区立豊葉の杜学園
品川区立豊葉の杜学園（しながわくりつほうようのもりがくえん）は、東京都品川区二葉にある公立の義務教育学校。小中一貫教育を行う施設一体型公立の学校である。平成25年4月に、「品川区立小中一貫校豊葉の杜学園」として、区内で6校目の施設一体型一貫校として開校し、1から9学年の9年間の一貫教育を進めてきた。前身は、杜松小学校、大間窪小学校、豊葉の杜中学校（荏原第三中学校、荏原第四中学校）である。
オリンピックのマスコットキャラクターの発表場所にもなっており、オリパラ教育に力を入れている。

## 概要
2011年4月、荏原第三中学校と荏原第四中学校が統合し、豊葉の杜中学校が誕生した。2013年4月、杜松小学校と大間窪小学校と豊葉の杜中学校が統合し、施設一体型小中一貫校 豊葉の杜学園が誕生した。
幼保一体施設の「二葉すこやか園」と品川区の荏原第五地域センター、豊葉の杜学園温水プールを併設した地域の中核施設となっている。
校名「豊葉の杜」（ほうようのもり）に使われている「豊」は学区域の豊町（ゆたかちょう）から、「葉」は同じく学区域の二葉（ふたば）から、「杜」は杜松小学校（としょうしょうがっこう）から命名されている。
校門ならびに入り口の大階段はかつての学校名や学校が所在した地域の名称を統合した「豊葉の杜」にふさわしく、豊かな森と、荏原を象徴するえごまの葉、そして地域の生活を支えてきた旧品川用水をモチーフとして描かれ、新しい学校の背景にある歴史を表しながら、それらがここで育つ子どもたちの未来へつながっていくことを、親しみやすく明るい色調と絵柄で表している。

## 沿革

### 杜松小学校
特記しない限り「学校の沿革」による。
- 江戸時代末期 - 下蛇窪村名主・伊藤清一郎（俳号 杜松斎景湖）が自宅に伊藤塾を開き、読み書きを教える。

- 1872年（明治5年） - 金子市兵衛が伊藤塾を引き継ぎ、金子塾となる。
- 1874年（明治7年） - 金子塾が東光寺に移転し寺子屋となる。
- 1877年（明治10年）5月 - 二葉2丁目に校舎を新築、移転。
- 1879年（明治12年）10月20日 - 公立杜松小学校となる。
- 1886年（明治19年） - 杜松尋常小学校と改称。
- 1904年（明治37年） - 豊町3丁目に校舎を新築、移転。

- 1922年（大正11年）9月 - 豊町4丁目に校舎を新築、移転。

- 1923年（大正12年） - 高等科を併置、杜松尋常高等小学校となる。
- 1932年（昭和7年）10月 - 荏原郡の東京市編入[5]に伴い、東京府東京市杜松尋常高等小学校となる。

- 1941年（昭和16年）4月 - 国民学校令施行に伴い、東京府東京市杜松国民学校と改称。
- 1943年（昭和18年）7月 - 東京都制施行に伴い、東京都杜松国民学校と改称。
- 1947年（昭和22年）4月 - 学校教育法施行に伴い、東京都品川区立杜松小学校と改称。
- 1983年（昭和58年）4月 - 品川区立学校設置条例改正により、品川区立杜松小学校と改称[6]。
- 2013年（平成25年）3月 - 小中一貫校となるため閉校。

### 大間窪小学校
特記しない限り「学校の沿革」による。
- 1928年（昭和3年）12月 - 東京府荏原郡大間窪尋常小学校として開校。
- 1932年（昭和7年）10月 - 東京府東京市大間窪尋常小学校と改称。
- 1941年（昭和16年）4月 - 東京府東京市大間窪国民学校と改称。
- 1943年（昭和18年）7月 - 東京都大間窪国民学校と改称。
- 1945年（昭和20年）
  - 5月24日 - 空襲により校舎焼失。
  - 8月 - 戸越国民学校を借用して二部授業開始。
- 1947年（昭和22年）
  - 3月 - 校舎再建。
  - 4月 - 東京都品川区立大間窪小学校と改称。
- 1983年（昭和58年）4月 - 品川区立大間窪小学校と改称[6]。
- 2013年（平成25年）3月 - 小中一貫校となるため閉校。

### 荏原第三中学校
特記しない限り「学校の沿革」による。
- 1947年（昭和22年）5月 - 東京都品川区立荏原第三中学校として開校、中延小学校を仮校舎とする。
- 1949年（昭和24年）3月 - 校舎竣工。
- 1983年（昭和58年）4月 - 品川区立荏原第三中学校と改称[6]。
- 2011年（平成23年）4月 - 荏原第四中学校と統合し、品川区立豊葉の杜中学校となる。

### 荏原第四中学校
特記しない限り「学校の沿革」による。
- 1947年（昭和22年）5月 - 東京都品川区立荏原第四中学校として開校、延山小学校を仮校舎とする。
- 1950年（昭和25年）9月 - 中延小学校へ移転。
- 1951年（昭和26年）11月 - 校舎竣工。
- 1983年（昭和58年）4月 - 品川区立荏原第四中学校と改称[6]。
- 2011年（平成23年）4月 - 荏原第三中学校と統合し、品川区立豊葉の杜中学校となる。

### 豊葉の杜学園
「学校の沿革」による。
- 2011年（平成23年）4月 - 荏原第三中学校と荏原第四中学校が統合し、品川区立豊葉の杜中学校開校。
- 2013年（平成25年）4月 - 杜松と大間窪の2小学校が豊葉の杜中学校に統合し、品川区立小中一貫校豊葉の杜学園となる。
- 2016年（平成28年）4月 - 義務教育学校となり、品川区立豊葉の杜学園と改称。

## 教育方針（2017年度の例）
校訓
進取（しんしゅ）・忠恕（ちゅうじょ）・壮健（そうけん）
教育目標
自己の将来を見据え、自らすすんで学び続ける児童・生徒を育成する。（知育）
高い規範意識をもち、自ら考えながら適切な判断をする児童・生徒を育成する。（徳育）
健康の保持増進のための実践力をもち、明るく豊かな生活を営む態度をもつ児童・生徒を育成する。（体育）
児童・生徒目標(1-4年)
かしこく なかよく 元気よく
児童・生徒目標(5-9年)
すすんで学ぶ 誠実に生きる 健康を増進する

## 学校行事（2017年度の例）
- 4月 - 始業式・入学式・保護者会・新入生を迎える会・定期健康診断・交通安全教室・プール指導始・CRTテスト・落成式・家庭訪問
- 5月 - 遠足（2年）・消防写生会（2年）・音楽鑑賞教室（5・8年）・体育祭（5-9年）・1学期学校公開・英語科授業公開・遠足（1・6年）・セーフティ教室・体力テスト
- 6月 - 英語成果発表の日・特別支援学級連合宿泊学習・音楽発表会（1-6年）・期末考査（5-9年）
- 7月 - 菅平移動教室（7年）・都学力テスト（5・8年）・保護者会・夏祭り（二葉すこやか園）・ファイナンスパーク・スチューデントシティ・終業式
- 8月 - 夏季水泳教室・個人面談（7月から）・夏季補修（7月から）・林間学校富山方面（5年）
- 9月 - 始業式・引き取り訓練・集団下校・保護者会・スペリングコンテスト（7-9年）・セーフティ教室(1-4年)・児童生徒階役員選挙・修学旅行(9年)・職場訪問(8年)・校内学力テスト(9年)・日光移動教室(6年)・運動会（1-4年）・連合体育大会（7-9年）
- 10月 - 演劇鑑賞教室（1-6年）・マナーキッズ・学校説明会・中間考査（7-9年）・2学期学校公開・市民科授業地区公開講座・連動学習発表会・連合体育大会(6年)・児童生徒総会・連合音楽会(5・8年)・生活科見学（7年）・防災訓練（7年）・社会科見学（3年）
- 11月 - 文化祭（舞台発表）・進路面談（9年）・校内学力テスト(9年)・就学時健診・地域総合防災訓練（7年）・区英語学習発表会・期末考査（5-9年）・社会科見学(2・6年)
- 12月 - 個人面談（5-9年）・保護者会・小中連携作品展・主張発表会（8年）・終業式
- 1月 - 始業式・席書会・発育測定・計算コンテスト（5-9年）・百人一首集会・校内学力テスト（7・8年）・学校公開・社会科見学(2・6年)・文化祭（展示発表）
- 2月 - 新入生保護者説明会・保護者会・区学力調査（4・7年）・学年末考査（5-9年）・品川区音楽界
- 3月 - 保護者会・9年生を送る会・卒業式（6・9年）・修了式

## 交通
- 所在地
  - 〒142-0043 東京都品川区二葉1丁目3番地40号
- アクセス
  - 東急大井町線下神明駅より徒歩3分
  - 京浜東北線・大井町駅より徒歩約12分
  - 横須賀線・湘南新宿ライン・西大井駅より徒歩約12分
  - 山手線・大崎駅より徒歩約20分
  - 東急バス・二葉一丁目より徒歩5分程度

## 出身著名人
- 品川区立杜松小学校（2013年に品川区立豊葉の杜学園に統合）
- 品川区立大間窪小学校（2011年に品川区立豊葉の杜学園に統合）
- 荏原第三中学校（2011年に品川区立豊葉の杜学園に統合）
  - なかにし礼（小説家、作詞家）
- 荏原第四中学校（2011年に品川区立豊葉の杜学園に統合）

## 姉妹校
- 富山市立上条小学校